# The Go-Betweens
The Go-Betweens mere end 25 årige karriere formede sig som en bemærkelsesværdig cirkulær bevægelse. Grant McLennan og Robert Forster var de to gennemgående figurer, fra gruppen startede som en duo og fik hjælp af skiftende trommeslagere til Grant McLennans alt for tidlige død den 6. maj 2006, 48 år gammel.
Undervejs har gruppen været både trio, kvartet, kvintet – og opløst. The Go Betweens blev nemlig opløst i 1989, men efter en lang række solo-udspil fra McLennan og Forster op igennem 90'erne fandt de to sangskrivere sammen igen på tærsklen til det nye årtusinde.
Selv om The Go-Betweens officielt var opløst i 90'erne, optrådte Forster og McLennan adskillige gange som duo (men ikke under navnet The Go-Betweens!) i løbet af 90'erne, bl.a. på Roskilde Festival i 1997.
The Go-Betweens havde dog sin storhedstid i 80'erne, hvor Forsters ofte bitre, utilgivende sange og hans partner McLennans anderledes lystfyldte og åbne sange på forunderlig vis smeltede sammen i en smuk og original blanding af australsk folklore og amerikansk garagerock, der både var enkel, organisk og poetisk.
The Go-Betweens boede en stor del af 80'erne i London, men selv om det lykkedes gruppen at oparbejde en pæn fanskare og de bl.a. blev udråbt til "sjælens butlere" af begejstrede anmeldere, lykkedes det dem aldrig at få et egentlig gennembrud.
Et andet karakteristika fra 80'erne er det kuriosum at gruppens bedste albums alle indeholder et dobbelt-l i titlen: 'Send Me A Lullybye', 'Before Hollywood', 'Spring Hill Fair', 'Liberty Belle And The Black Diamond Express' og 'Tallulah'.
På disse plader (og på '16 Lovers Lane') hed trommeslageren Lindy Morrison og hendes kantede, enkle, nærmest primitive spillestil var en væsentlig del af gruppens musikalske udtryk i 80'erne.
På gendannelsesalbummet 'The Friends Of Rachel Worth' medvirkede adskillige musikere fra den amerikanske kvindegruppe Sleater-Kinney, bl.a. trommeslageren Janet Weiss.

## Diskografi

### Albums
- 1981: Send Me A Lullybye
- 1983: Before Hollywood
- 1984: Spring Hill Fair
- 1986: Liberty Belle And The Black Diamond Express
- 1987: Tallulah
- 1988: 16 Lovers Lane
- 1990: 1978-1990
- 2001: The Friends Of Rachel Worth
- 2003: Bright Yellow, Bright Orange
- 2005: Oceans Apart